# Lijst van betaaldvoetbalclubs in Tsjechië
Dit is een overzicht van alle voetbalclubs die in het heden of het verleden hebben deelgenomen aan het betaalde voetbal in Tsjechië.
Zie ook:
- 1. česká fotbalová liga
- Fotbalová národní liga
- Tsjechisch voetbalelftal
- Voetbal van A tot Z

## A
- FK Arsenal Česká Lípa
- AFK Atlantic Lázně Bohdaneč

## B
- FK Baník Most 1909
- FC Baník Ostrava
- SK Baník Ratíškovice
- FK Baník Sokolov 1948
- SK Benešov
- FK Blansko
- Bohemians Praag 1905
- FK Bohemians Praag
- TJ Bohumín
- FK Brandýs nad Labem

## C
- FK Čáslav
- FK Chmel Blšany
- FC Chomutov
- MFK Chrudim
- SK Chrudim 1887

## D
- SK Dolní Kounice
- FC Dosta Bystrc-Kníničky
- 1. FK Drnovice
- FK Dukla Praag
- SK Dynamo České Budějovice

## F
- Fotbal Fulnek
- Fotbal Kunovice
- FK Frýdek-Místek

## H
- FK Havířov
- SK Hanácká Slavia Kroměříž
- FC Hlučín
- FC Hradec Králové

## J
- FK Jablonec

## K
- FC Karviná
- MFK Karviná
- SK Kladno
- FK Kolín

## L
- FC LeRK Brno
- SK Líšeň 2019
- FK Loko Vltavín

## M
- FK Mladá Boleslav

## O
- 1. HFK Olomouc
- FK Olympia
- SFC Opava
- FC Ostrava-Jih

## P
- FK Pardubice
- FK Pardubice 1899
- HFK Přerov
- FK Příbram
- 1. SK Prostějov

## S
- FC Sellier & Bellot Vlašim
- SK Sigma Olomouc
- FC Silon Táborsko
- SK Slavia Praag
- FK Slavoj Vyšehrad
- 1. FC Slovácko
- FC Slovan Liberec
- FK Slovan Pardubice
- FC Slušovice
- SK Sparta Krč
- AC Sparta Praag
- FK Spartak MAS Sezimovo Ústí
- SK Spolana Neratovice
- FC SYNOT Slovácká Slavia Uherské Hradiště

## T
- TJ Tatran Jakubčovice
- SK Tatran Poštorná
- FK Tatran Prachatice
- FK Teplice
- FK Třinec
- FC Turnov

## U
- ČSK Uherský Brod
- FC Union Cheb
- FK Ústí nad Labem

## V
- FK Varnsdorf
- FC Viktoria Pilsen
- FK Viktoria Žižkov
- FC Vítkovice
- MFK Vítkovice
- MFK Vyškov
- FC Vysočina Jihlava

## X
- SC Xaverov Horní Počernice

## Z
- FC Zbrojovka Brno
- FC Zlín
- 1. SC Znojmo